# Ex istituto ortofrenico di Potenza
L'ex istituto ortofrenico di Potenza, conosciuto anche come ex ospedale ortofrenico, è stato un ospedale psichiatrico di Potenza, situato in via delle Medaglie Olimpiche, nella zona ospedaliera del quartiere di Macchia Romana.

## Storia
La nascita del complesso ospedaliero di cui questo edificio faceva parte fu voluta da Don Pasquale Uva, presbitero e fondatore dell'omonima Opera Don Uva e di diverse strutture sanitarie per l'assistenza dei malati di mente, il quale già negli anni trenta e quaranta del Novecento denunciava la carenza di assistenza psichiatrica nell'Italia meridionale, a cui egli si propose di porre rimedio, come testimoniato da una sua pubblicazione del 1948, costruendo, oltre a quella già esistente a Bisceglie, quelle che si sarebbero chiamate Case della Divina Provvidenza nelle città di Foggia, Potenza, Benevento e Cosenza. Le ultime due non vennero mai realizzate, mentre quella di Potenza sarà edificata successivamente a quella di Foggia e contemporaneamente ad una ulteriore struttura a Guidonia, con il coinvolgimento degli stessi professionisti. Sebbene Don Uva avesse immaginato fin dal 1935 la struttura manicomiale di Potenza nell'ottica di venire incontro alle esigenze di tutta la Basilicata, dato che nel capoluogo lucano il manicomio progettato da Quaroni e Piacentini non era mai stato impiegato per le finalità per cui era stato pensato, fu solo negli anni cinquanta che grazie ad appoggi politici riuscì ad ottenere un terreno di 40.000 metri quadri in periferia della città all'ingresso della via Appia. Rispetto all'idea di struttura a villaggio utilizzata nel progetto di Piacentini e Quaroni, considerata di difficile attuazione nel secondo dopoguerra, questa volta venne considerato il sistema dei padiglioni collegati tra loro tramite passaggi coperti. Luigi Buttiglione fu l'autore del progetto di diversi edifici del complesso quali il primo padiglione cronici, l'infermeria, l'amministrazione, i padiglioni maschile e femminile, quello dei deficienti, il parlatorio, la casa suore e la chiesa. Tra il 1968 ed il 1972 venne invece costruito l'edificio dell'istituto ortofrenico dall'Impresa edile Salini, a firma del prestigioso architetto Marcello D'Olivo e con la direzione dei lavori affidata all'ingegnere pugliese Libero Martucci. La struttura dell'istituto ortofrenico è poi divenuta nel corso degli anni non più funzionale al complesso sanitario di cui faceva parte, anche a causa della Legge Basaglia del 1978 che di fatto ha decretato il superamento delle istituzioni manicomiali. Pur dopo una parziale ristrutturazione nei primi anni novanta l'edificio attualmente è quasi del tutto in disuso ed è stato messo in vendita nel 2020 dalla Congregazione Ancelle della Divina Provvidenza in amministrazione straordinaria. Nello stesso anno è stato proposto il riutilizzo della struttura come sede del nascente corso di laurea in medicina dell'Università della Basilicata.

## Architettura

### Il progetto
L'edificio venne costruito in una zona della città che all'epoca non era ancora stata raggiunta da un massiccio sviluppo urbanistico; non vi erano quindi preesistenze storiche di ostacolo al progetto, ma il terreno a disposizione era particolarmente ristretto ed accidentato. D'Olivo optò di conseguenza per una struttura che si adattasse all'orografia ed al paesaggio, con una soluzione che dispone i quattro padiglioni a spina di pesce e collegati tra loro da una galleria di servizio con cui formano un angolo di 45°, minimizzando così la lunghezza dei percorsi di collegamento e garantendo un buon godimento del panorama da tutti gli ambienti. Lo stesso D'Olivo scrisse in merito che il complesso "si adatta perfettamente alla natura del terreno circostante". Inoltre, rifacendosi ai più moderni studi dell'epoca riguardanti la psicoterapia e la socioterapia egli pose particolare attenzione alla creazione di spazi accoglienti e favorevoli alla riabilitazione dei malati: l'affaccio delle camere di degenza situate nei corpi bassi era previsto o sui giardini, di cui venne dotato ogni padiglione, o su ballatoi con esposizione a Sud, per ottenere il miglior soleggiamento; gli spazi all'aperto vennero concepiti per non essere limitati dalla presenza di edifici limitrofi; grande attenzione fu posta verso l'ubicazione dei percorsi pedonali e carrabili e degli spazi comuni, per i quali furono abolite le grate alle finestre e utilizzati materiali colorati e di pregio. Questa grande cura del comfort è evidente se si considera che il progetto nasce adattando quello di un villaggio vacanze, non più realizzato, in località Manacore, sul Gargano; era del resto una caratteristica dell'architetto quella di ricercare forme e soluzioni architettoniche utilizzabili indipendentemente dal luogo e dalla destinazione d'uso.
Nei progetti di D'Olivo erano previsti sei padiglioni totali, rispetto ai quattro effettivamente costruiti, ma anche un villino per il direttore dell'ospedale e una struttura per la casa delle suore, poi non realizzata, in cui prevedeva una facciata suddivisa da una griglia di setti di cemento in settori elio-orientati, in modo che ogni cella avesse un affaccio isolato e una vista sul proprio giardino di pertinenza. Ulteriori edifici previsti erano un teatro ed una chiesa.

### Lo stile
Il fabbricato, classificabile come neoespressionista, è costituito dai suoi quattro padiglioni, tre più bassi ed uno più alto con sei piani, di cui è distintiva la libera 'gestualità' di trattamento dei corpi edilizi; le coperture curvilinee utilizzate conferiscono poi al complesso un peculiare profilo ondulato. Il direttore dei lavori Libero Murati nella sua relazione tecnica descrive quindi l'opera come caratterizzata da una "sobria ricchezza di movimento di volumi". Si conferma quindi con questo manufatto la volontà di D'Olivo di concepire l'architettura come vero e proprio elemento paesaggistico in ottemperanza alla land art. L'edificio più alto e più evidente, in stile brutalista, dimostra la vicinanza di D'Olivo ad altri grandi architetti della stessa generazione quali Viganò, De Carlo, Fiorentino e Ricci. La terrazza praticabile sul tetto, con coronamento costituito da profondi tagli nella struttura in cemento, ospita anche una pensilina che è invece un chiaro riferimento a Le Corbusier. La facciata si presenta come una rigida griglia geometrica formata da dei setti in cemento inclinati e una fitta trama di finestre rettangolari con serramenti in recordplast.
Si trovano nell'opera alcuni riferimenti ad altri progetti dello stesso architetto: i corpi bassi dell'edificio, che ospitavano le camere di degenza, presentano una schermatura a brise-soleil, come avviene per i palazzi dell'Hotel Gusmay e dello Zipser, progettati sempre da D'Olivo; l'immagine restituita dall'insieme può essere vista come quella di un enorme rapace il cui becco è rappresentato dalla ciminiera e le ali dai padiglioni che ospitano le camere, anche se una ristrutturazione dei primi anni novanta ha occluso la ciminiera con dei tamponamenti in muratura.
L'edificio rappresenta una preziosa traccia lasciata da Marcello D'Olivo nella città di Potenza, seppure, a causa della sua stessa destinazione d'uso, sia rimasto a lungo all'esterno della città e separato dalle dinamiche urbane.